# Ведрецк
Ведрецк (бел. Ведрацк) — бывшая деревня в Рованичском сельсовете Червенском районе Минской области Беларуси. В настоящее время часть деревни Виноградовка.

## Географическое положение
Расположена в 34 километрах к северо-востоку от Червеня, в 74 км от Минска, в трёхстах метрах (по прямой) к северо-востоку от окраины деревни Виноградовка.

## История
В конце XIX века топоним Ведрецк употреблялся в отношении околицы Божий Дар.  Собственно деревня Ведрецк (Ведрецкое) в первой половине XX века входила в состав Рованичского сельсовета Червенского района Минского округа (с 20 февраля 1938 — Минской области). В 1920-е годы деревня Ведрецк (Ведрецкое) насчитывала 15 дворов, к середине 1930-х их количество уменьшилось до 5. В 1966 году она была включена в состав деревни Красный Дар. На карте Червенского района 2005 года территория деревни Ведрецк указана как отдалённая часть деревни Красный Дар, однако на 2019 год эта территория административно относится к деревне Виноградовка.

## Административная принадлежность
В настоящее время территория деревни Ведрецк является частью улицы Центральной деревни Виноградовка.

## Население
- 1926 — 15 дворов
- 1936 — 5 дворов